# Ammoconia sibirica
Ammoconia sibirica là một loài bướm đêm trong họ Noctuidae.